# Hans Ulrich Kesselring
Hans Ulrich Kesselring, auch Hans Ueli Kesselring, (* 1946 auf Schloss Bachtobel; † 6. September 2008 ebenda) war Schweizer Winzer im Thurgau.

## Leben und Wirken

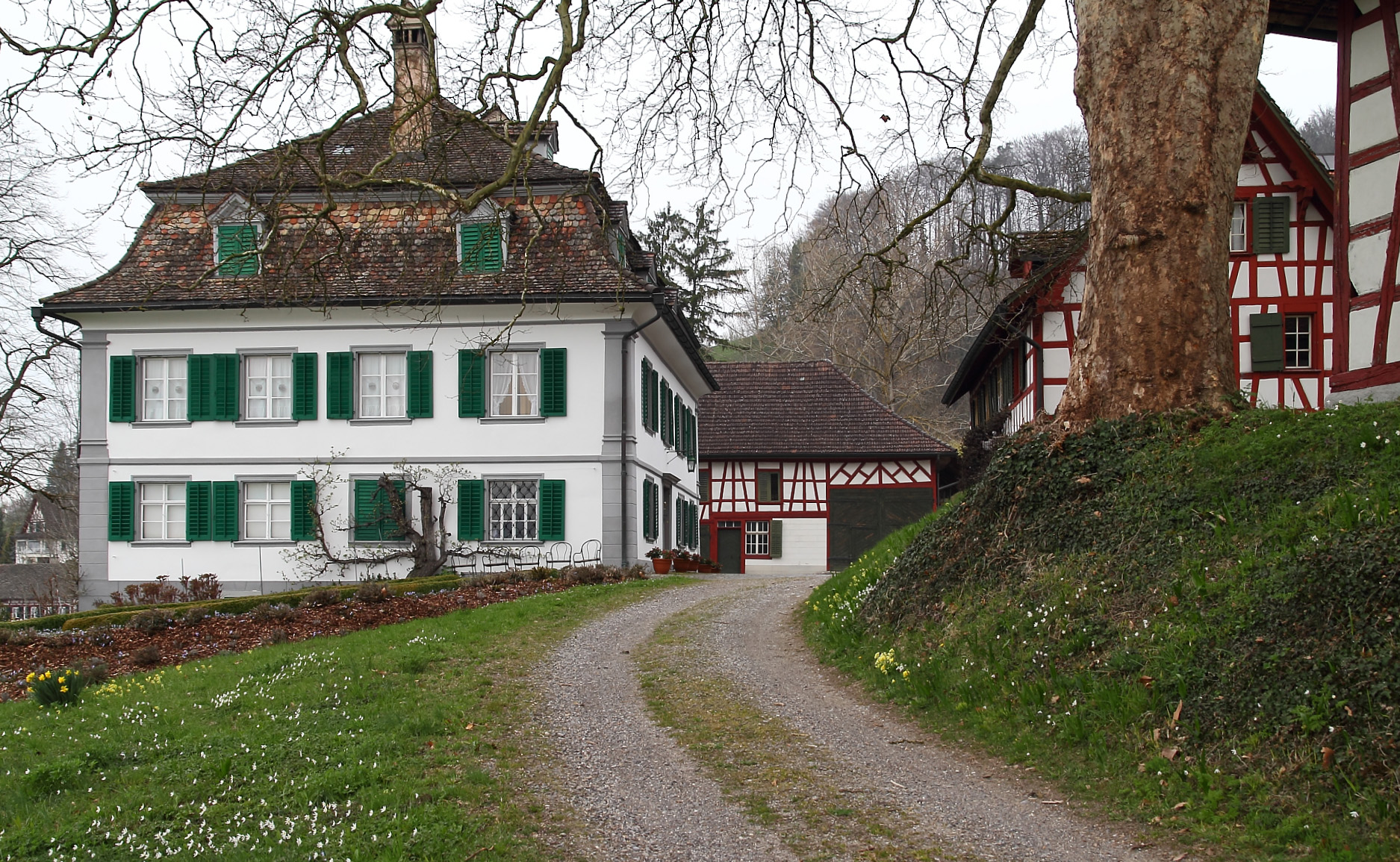
Schloss Bachtobel, Hans Ulrich Kesselrings Geburts-, Wohn- und Sterbeort

Hans Ulrich Kesselring gehörte der siebten Generation der Familie Kesselring an, die sich bis ins 15. Jahrhundert zurückverfolgen lässt. Zusammen mit seiner Schwester Dorothee wuchs er auf dem Weingut Bachtobel am Ottenberg in der Gemeinde Weinfelden auf. Mit 20 Jahren machte er die Matura, danach wollte er an der ETH Zürich Chemie studieren. Doch der Tod seines Vaters Hans Kesselring zwang ihn, sich an der Ingenieurschule in Wädenswil im Weinbau ausbilden zu lassen. Anschliessend absolvierte er zwei Fachpraktika bei seinem späteren Mentor und lebenslangen Freund Jules Chauvet (1907–1989) im Beaujolais und in Kalifornien. Mit seiner Rückkehr ins elterliche Weingut löste er seine Mutter ab, die es für ihn in seiner Abwesenheit verwaltet hatte.
Kesselring galt mit seinen unkonventionellen Methoden als Querdenker. Dieser Ruf gründete in seinen naturwissenschaftlichen Experimenten, «an die andere aus seinem Wirkungsbereich kaum zu denken wagen», wie etwa seinen Versuchen, Kleinstparzellen zu verschiedenen, kontrollierten Zeiten mit neuen Reben zu bestücken und die Erfolge in Wachstum, Widerstandsfähigkeit, Ertrag und Qualität biodynamisch zu untersuchen. Ausserdem setzte er konsequent auf Holzausbau und presste seinen Pinot Noir No. 3 auf der restaurierten mächtigen Baumpresse aus dem 16. Jahrhundert. In den letzten Jahren seines Schaffens rückte Kesselring aber wieder von allzu viel Fülle ab, dies auch wegen der zuletzt sehr heissen Sommer.
Beim Mémoire des Vins Suisses, einem Interessenverein für Schweizer Weinbaukultur, war er längere Zeit Vorsitzender. Und seine Zusammenarbeit mit Chauvet führte zu intensiven fachlichen Dialogen, die auch in der Fachwelt Gehör fanden. Als sein besonderes Vermächtnis wird sein Bemühen um den Pinot Noir angesehen, der vier Fünftel der Rebfläche des Weinguts ausmachte. Daneben galt für ihn der Riesling-Silvaner als weitere wichtige Sorte. Seinen Wunsch, alles auf das Wesentliche zu reduzieren, drückte er ausserdem mit der Gestaltung seiner Flaschenetiketten aus, die auf der Frontseite lediglich die fortlaufende Zahl seiner Kreationen und der Namen des Weingutes zieren. Der große Johnson klassifizierte seine Weine mit 2–3 Sternen, also mit dem Prädikat «mindestens gute», aber auch «beständig hohe Qualität».
Seit seinem Tod führt sein Neffe Johannes Meier das Weingut, er schuf zur 230-Jahr-Feier im Dezember 2014 als eigene Innovation den Cuvée No. 4. Die Pionierleistungen beim Pinot Noir führten nicht nur im eigenen Betrieb zur Qualitätssteigerung, auch die benachbarten Winzer, insbesondere Michael Broger, Michael Burkhart und Martin Wolfer gehören jetzt zur «neuen Topliga am Ottenberg». Nach Ansicht des Weinjournalisten Thomas Vaterlaus hätte dieses Terroir inzwischen die Voraussetzungen für einen Grand Cru nach Burgunder Vorbild, nicht nur für einen, wie ihn die laschen Schweizer Weingesetze erlauben.

## Auszeichnungen
- 2000: Vinea, Siders: 1. Platz, für «98er Pinot Noir Nr. 3 – Der Andere»[10]
- 2003: Vinea, Siders: Goldmedaille, für «Auslese Bachtobel 2002»[11]